# Anellazione di Robinson
L'anellazione di Robinson è una reazione di chimica organica impiegata per la sintesi di chetoni α,β insaturi ciclici a sei termini che sfrutta come reagenti un chetone (od un'aldeide) ed un metil-vinil-chetone. Deve il suo nome a Sir Robert Robinson, il chimico inglese che la scoprì presso l'università di Oxford.
In alternativa al metil-vinil-chetone possono essere impiegati come reagenti l'1-cloro-3-butanone o l'isossazolo.

## Meccanismo di reazione
Il metil-vinil chetone è il reagente cruciale dell'anellazione di Robinson in quanto funge sia da accettore di Michael (in quanto chetone α,β insaturo) sia da substrato per una successiva condensazione aldolica. Il primo step dell'anellazione di Robinson è l'addizione di Michael che è poi seguita da una condensazione aldolica intramolecolare stabilizzata dalla formazione di un ciclo a sei termini che avviene con il meccanismo classico della  condensazione aldolica. Il prodotto è un cicloesanone variamente sostituito il cui schema di sostituzione dipende dalla struttura del chetone α,β insaturo di partenza. Le condizioni di reazione sono quelle dell'addizione di Michael e della condensazione aldolica, le reazioni che di fatto si susseguono in questa anellazione: è, infatti, necessaria la presenza di una base.